# 디오티살비 네로니

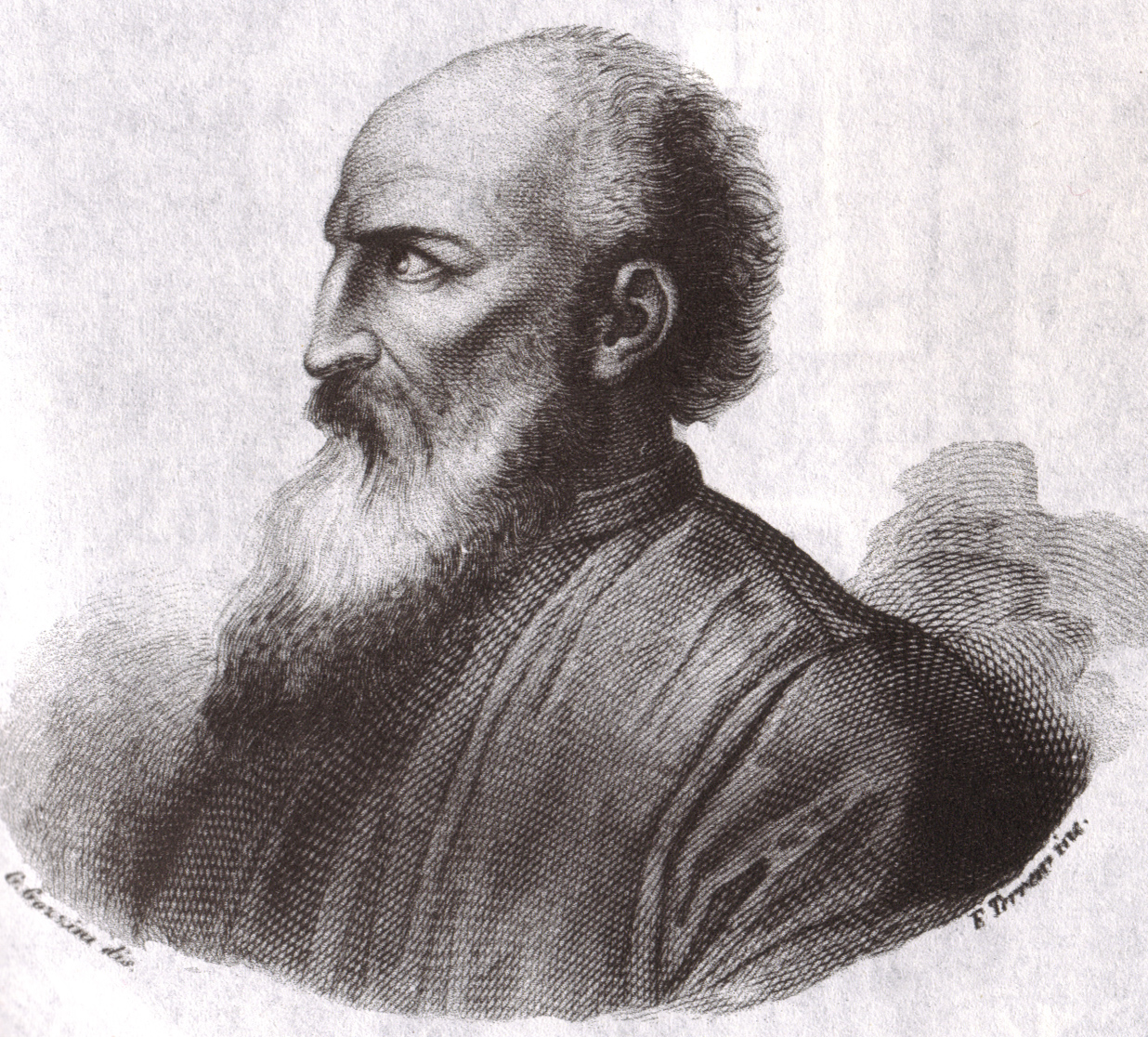
19세기 판화의 디아토살비 네로니의 초상.

디오티살비 네로니 (Diotisalvi Neroni, 1401년 – 1482년 8월 4일)는 이탈리아의 정치인이다.

## 생애
피렌체에서 태어난 그는 피렌체의 여러 중요 자리를 맡았다. 그는 밀라노 대사이기도 해서 1454년 로디 조약에도 참여했다.
코시모 데 메디치의 최고 고문관이였던 그는 코시모가 망명을 가있는 동안 피렌체로의 복귀를 도왔다. 코시모는 그가 사망하고 나서 피렌체가 네로니의 관리하에 있어야 한다고 권고했으나, 기량부족과 독재자적인 모습의 코시모의 아들 피에로는 네로니가 1466년에 루카 피티, 안젤로 아차이우올리, 니콜로 소데리니와 함께 음모 사건을 일으키도록 부추겼다. 그러나 이 계획을 경고 받은 피에로는 이 음모의 참여자들을 괴멸시켰다. 네로니와 그의 아들들은 반역자로 선언되었고, 그들의 재산도 모두 압류되었다.
네로니는 시칠리아, 그 이후에는 1466년 음모 사건의 또다른 참여자 이기도 했던 보르소 데스테의 초청으로 페라라로 거쳐를 옮겼다.
그는 로마에서 사망했고 산타 마리아 소프라 미네르바 성당에 묻혔다. 루브르 박물관에 미노 다 피에솔레가 제작한 그의 흉상이 있고, 시스티나 성당에는 도메니코 기를란다요가 그린 그의 초상이 있다.